# Air Srpska

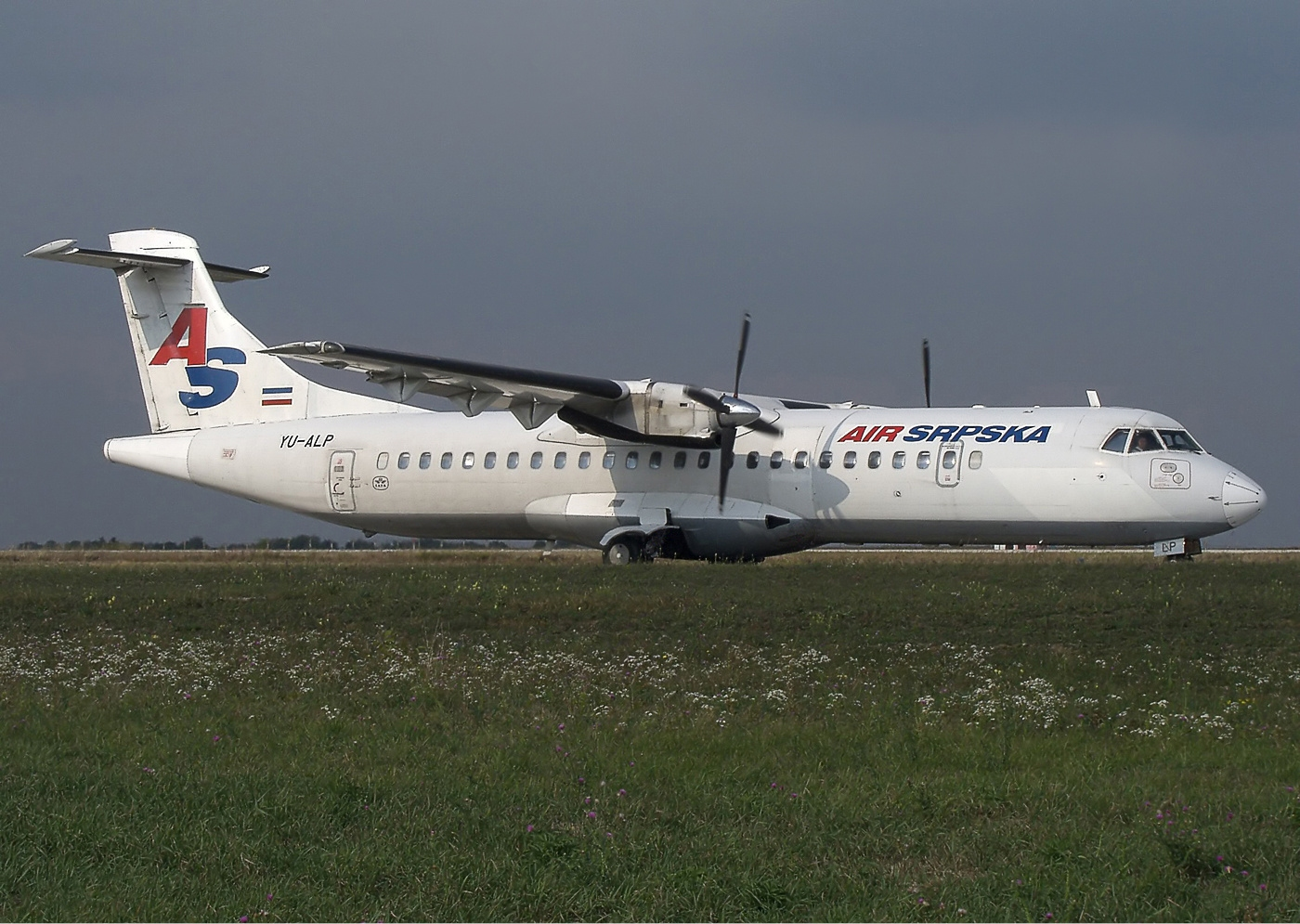
ATR 72 d'Air Srpska en 2003

Air Srpska était la compagnie aérienne nationale de la république serbe de Bosnie (RS). Elle fut fondée par Jat Airways et le gouvernement de la RS. Son vol inaugural a eu lieu le 29 janvier 1999 avec un vol entre Banja Luka et Belgrade. La compagnie cessa toutes activités en 2003, lorsque Jat Airways décida de se retirer du partenariat.
Le gouvernement de la RS a annoncé la création prochaine d'une nouvelle compagnie aérienne, Sky Srpska (en), probablement à partir des restes d'Air Srpska. Les informations à ce sujet ne sont pas nombreuses, mais il paraît probable que la nouvelle compagnie va reprendre les lignes de son prédécesseur ainsi que d'autres anciens vols régionaux.

## Anciens codes
- Code AITA : R6
- Code OACI : SBK
- Indicatif d'appel: Air Srpska

## Anciennes destinations
De Banja Luka vers Belgrade, Saint-Gall/Altenrhein (Aéroport international St. Gallen-Altenrhein), Zurich et Vienne (Autriche)

## Ancienne flotte
- 2 ATR 72-202 (loués par Jat Airways)

## Liens
- Page de présentation
- Photos Air Srpska